# 纪伊骨螺
纪伊骨螺（学名：Haustellum kiiensis），是新腹足目骨螺科鹬头螺属的一种。主要分布于台湾，常栖息在深海。